# ITビジネスプラザ武蔵
ITビジネスプラザ武蔵（アイティービジネスプラザむさし）は、金沢市経済局産業政策課が運営するビジネスインキュベーション施設。

## 概要
映像、デザイン、ITなどの分野で創業者を支援するインキュベーション施設。
創業者向けのレンタルオフィス（ビジネスルーム・ビジネスブース）、一般向けの貸し施設（交流室・研修室・会議室・マルチメディアスタジオ・編集室など）を備える。
４階のサロンスペース「CRIT」は、電源やWi-Fiを含め、無料で使用可能なコワーキングスペースとなっており、イベントの会場としても活用されている。

## 所在地
- 石川県金沢市武蔵町14番31号 金沢スカイビル 4F・5F・6F

## 交通機関
- 北陸本線金沢駅から徒歩15分、タクシー3分
- 北鉄バス「武蔵ヶ辻」バス停から徒歩1分

## 沿革
- 2003年3月 金沢市議会でITビジネスプラザ武蔵条例 (平成16年03月25日条例第2号) が成立[1]
- 2004年5月 竣工[2]
- 2004年7月17日 開設[3]

## 施設
- 交流室(ホール)
- 研修室
- 会議室
- 情報化研修室
- マルチメディアスタジオ
- 編集室
- ビジネスルーム
- ビジネスブース